# 党兀班
党兀班（？—1335年），元朝宗王。孛儿只斤氏。元世祖玄孙，西平王奥鲁赤曾孙，镇西武靖王铁木儿不花之孙，镇西武靖王搠思班的儿子。
元惠宗至元元年（1335年）五月党兀班率军讨伐叛番，擒获叛番酋长阿答里胡。在战场上党兀班阵亡，被朝廷追封凉王，谥忠烈。